# ツバサゴカイ
ツバサゴカイ Chaetopterus cautus は、ツバサゴカイ科の多毛類。干潟にU字状の巣穴を作り、その口は泥の表面から長く突き出す。

## 特徴
体長は5-25cm。体は大きく3部からなり、前体部の先端に口前葉がある。口前葉は小さな隆起のような形で、囲口部は幅広くなっている。その基部に1対の副感触手があるが、同じ科の他のもののように長く伸びず、短い。触手の基部の外側に1対の眼点がある。前体部はやや扁平で9（-10）体節からなり、各節に疣足がある。
中体部はより複雑になっている。まず第1節からは両側に翼状の足枝が長く伸びる。第2節では背面中央に円形の吸盤体がある。それに続く3つの体節では各節の背面に1つずつ、円盤状のものがあり、扇状体という。これは左右の疣足が癒合したもので、扇を扇ぐように動かすことができ、後述するように摂食のために用いる。なおこの部分では疣足の背足枝は発達しない。腹足枝は吸盤状となり、これは棲管に吸着するのに使われる。
後体部は13-60節からなり、後方に次第に狭まる。各節には疣足があり、疣足の背足枝は横向きに伸び、腹足枝2対。

## 分布
かつては世界に広く分布するものを全て同一種とし、日本では本州中部以南に分布するとしていた。しかし後述のように現在は細分されている。日本には同属のものが7種あると考えられており、その中で本種は日本全体、北海道から沖縄まで広く分布する。日本に棲息する本属の他種はどれもそれほど広い範囲では見られない。海外での状況は分類の見直しがあったために判然とはしないが、ロシア沿岸やインドネシアにも本種がいるらしい報告があり、少なくとも固有種ではないと考えられる。

## 生態
潮間帯から水深10mまでの、底質が砂泥から礫砂の場所に棲管を作って生息する。棲管は膜質でできていて柔らかく、U字型で両端以外は埋没している。ただしまれに先の方や途中で分枝を持つ。両端の部分は表面より高く突き出す。棲管の口近くは白く、埋まっている部分は褐色を帯び、外側には砂粒や貝殻、海藻などが付着する。棲管の径は中程では2-3cmで、両端に向かって狭くなって口はで直径1cmほど、これは虫体より明らかに狭い。
中体部の特殊化した3節にある扇状体を、まるで団扇のように扇ぐことで水流を作ることができる。これによって棲管の一方の口から水を吸い込み、その中に含まれるプランクトンやデトリタスを漉し取って食べる。この3体節の前の体節にある翼状の疣足からは粘液が分泌され、それが袋状の「網」として働く。本種はそれを棲管を横断するようにしかけ、これにデトリタスなどを吸着させる。しばらくすると粘膜をそれにかかったデトリタスごと丸めて、前に送って口でそれを飲み込む。その後本種は再び粘液を分泌し、「網」を作りにかかる。
雌雄異体で、繁殖期ははっきりしないが夏前後と思われる。成熟した個体では後体部が雄は乳白色、雌はピンク色になる。卵は直径約100μm。
本種の棲管には他の動物が共生することがあり、蟹ではオオヨコナガピンノ、他にカニダマシ科やウロコムシの1種が見られる場合がある。
本種は発光することでもよく知られるが、何のためかは分からない。

## 分類
本種は日本では最初に横浜の標本を元に新種として記載され、後にこれが地中海産のもののシノニムと判断された。そのため学名は C. variopedatus とされてきた。その後長く本種は世界共通の種であり、同時に本属の唯一の種であると考えられてきた。この属のものは19世紀後半から20世紀前半までは世界各地で20種以上が記載され、その後の見直しでそれら全てが単一の種とされた。だが、20世紀末に再見直しが行われ、それまでに記載されていたもののうち10種以上が再び認められるに至った。日本産のものについても見直しが行われ、Nishi(2001)では既知種を検討した上で新たに3つの新種を記載した。現時点で日本産の本属は以下の8種である。ただし学名のみのものは原記載のみの報告で、記載が不十分で検討が必要とのこと。
- Chaetopterus：ツバサゴカイ属
  - C. cautus：ツバサゴカイ
  - C. gregarius：エドマエツバサゴカイ
  - C. izuensis：スナクダツバサゴカイ
  - C. japonicus：ニホンツバサゴカイ
  - C. kagosimensis
  - C. longipes：サンゴヤドリツバサゴカイ
  - C. pacificus：ツバサゴカイモドキ
  - C. takahashii

本種と他種の区別点として、以下のようなものがあげられる。
- 棲管は膜質でU字型、単独生。他種には群生するもの、棲管が砂泥でできたもの、棲管が枝分かれするものなどがある。
- 前体部が9-10節であること。他種にはより多いものがある。
- 眼点があること。
- 後体部の疣足で、腹側の側葉の両側に突起を持つ。

## 生息の状況
本種は全国の干潟海岸に普通とされてきた。だが、現在では多くの地域で見られなくなっている。これは1つには干潟が人為的な開発や人工的な護岸の構築により消滅したためである。関東地方ではまともな個体群が確認された場所は数カ所のみで、それらはいずれも潮下帯であった。これは潮間帯の生息地が消滅し、かろうじて下限の生息区域だけが残ったためと考えられる。九州や瀬戸内海でも多く見られる場所はあるものの、全国的に希少になっているのは間違いない。これまでこのことが重視されなかった理由の1つに、分類上の混乱もあったとの考えもある。世界中に生息する普通種であるとの前提では、減少が意識されなかったとの判断である。